# Kgotso Moleko
Kgotso Moleko (sinh ngày 27 tháng 8 năm 1989 ở Bloemfontein, Free State) là một cầu thủ bóng đá người Nam Phi thi đấu ở vị trí hậu vệ cho Kaizer Chiefs ở Premier Soccer League.